# Городелець (присілок)
Городелець (пол. Horodelec) — хутір або присілок, який існував поруч із селом Комарів у межах сучасного Шептицького району, Львівської області. Хутір розташовувався на західному березі Комарівського ставу. Нині не існує.